# Triangelhuset

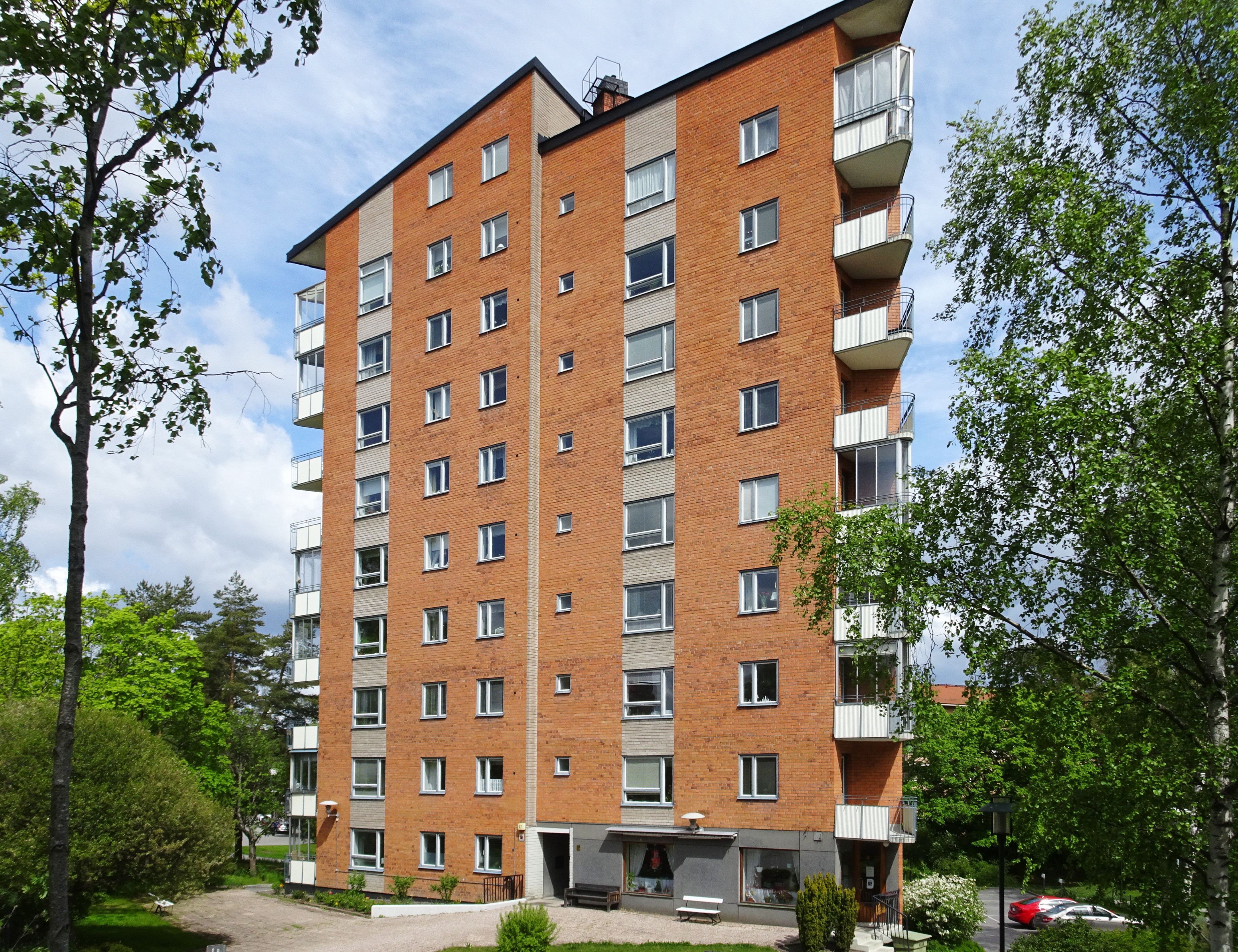
Triangelhuset i Fruängen, maj 2020.

Triangelhuset kallas en byggnad i kvarteret Manikuristen vid Ellen Keys gata 37 i stadsdelen Fruängen i södra Stockholm. Huset uppfördes 1955 av storbyggmästaren Olle Engkvist i egen regi efter ritningar av den tysk-svenske arkitekten Werner Taesler. Den unika triangulära planformen gav huset dess namn. Fastigheten är grönmärkt av Stadsmuseet i Stockholm vilket innebär att bebyggelsen anses vara ”särskilt värdefull från historisk, kulturhistorisk, miljömässig eller konstnärlig synpunkt”.

## Bakgrund

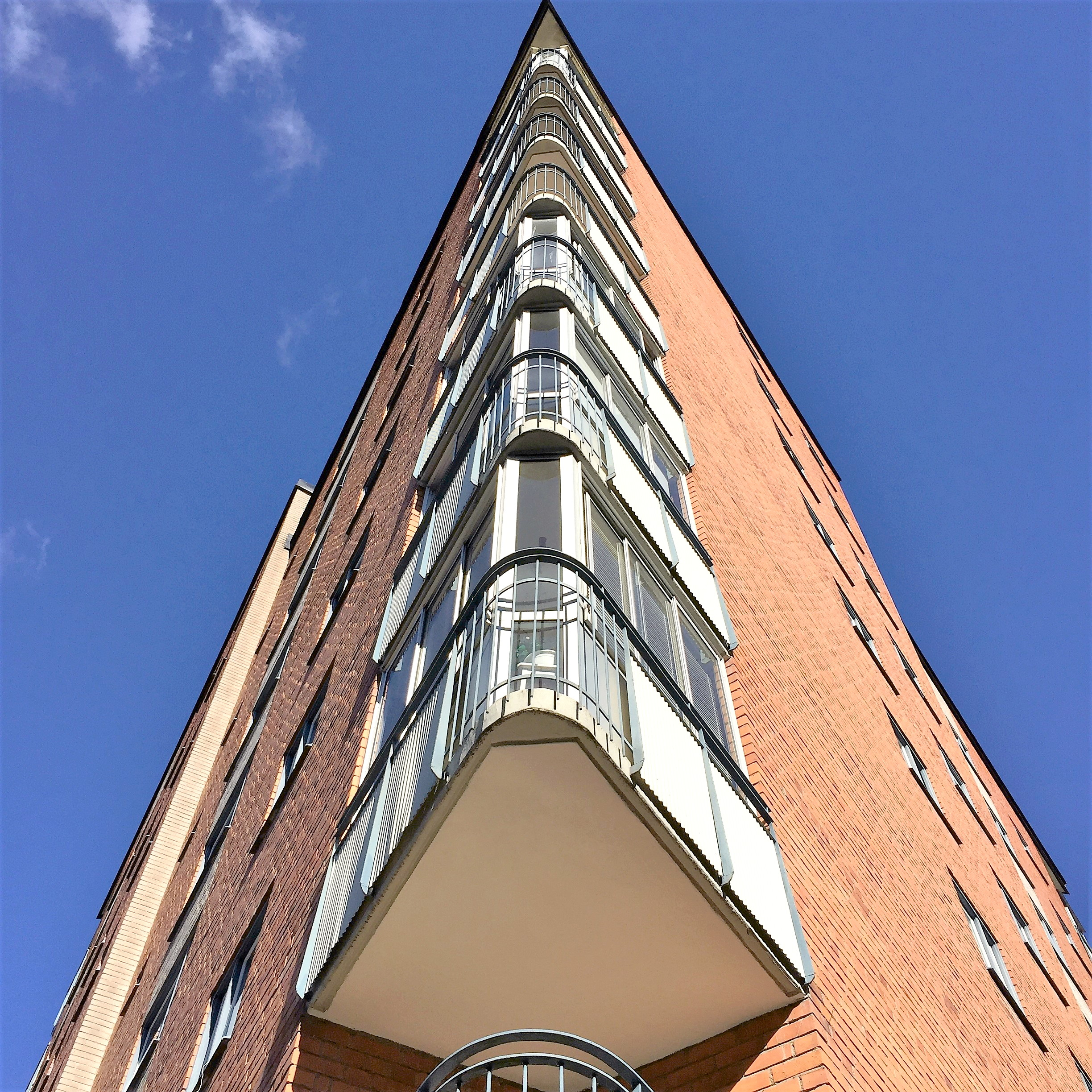
Triangelhuset, balkongerna, 2019.

Idén om att bygga bostadshus med triangulär planform och kombinera dem till kedjor fick arkitekt Werner Taesler 1949. Via en arkitekttävling 1951 lyckades han inte lansera sin idé, men 1952 tog den innovativa byggmästaren Olle Engkvist genom sin firma Bygg-Oleba hand om uppslaget. Även dåvarande stadsplanedirektören i Stockholm, Sven Markelius, blev intresserad och i den framväxande tunnelbaneförorten Fruängen fanns en lämplig tomt där man ville realisera Taeslers triangelhus. Totalt skulle här skapas 130 lägenheter för omkring 600 boende i elva triangelhus, ett högt och tio lägre.
Triangelhuset är en modifierad form av ett stjärnhus, och kunde sammankopplas till kedjor ungefär som Backström & Reinius klassiska stjärnhus, exempelvis deras Stjärnhus i Gröndal vilka också uppfördes av Olle Engkvist. Vid Taeslers triangelhus skulle hopkopplingen ske i triangelhörnen där balkongerna byggdes ihop, åtskilda av glasbetongblock. Tio triangelhus i tre våningar skulle på det viset länkas samman till ett symmetriskt mönster omfamnande flera innergårdar. I sydvästra hörnet planerades som "utropstecken" ett triangelhöghus i sju våningar. 
År 1954 fastställdes stadsplanen för området (dåvarande kvarteret Damhandsken) och bygglov för hela anläggningen beviljades samma år. Planen fullföljdes dock aldrig. I september 1956 vann en ny stadsplan (Pl 4562) laga kraft, i den utgick trevåningshusen och enbart höghuset blev kvar, nu med nio våningar. På låghusens plats föreslogs en låg- och mellanstadieskola, som inte heller kom att utföras.

## Byggnadsbeskrivning
Det kvarvarande triangelhuset uppfördes 1955 i ett skogsområde cirka 260 meter nordost om Fruängens centrum, som då var under planering. Uppdragsgivare och byggherre var byggmästaren Olle Engkvist som uppförde höghuset enligt Taeslers ritningar.
I triangelhuset är planformen en liksidig triangel med sidlängd 27,5 meter. På varje våningsplan finns tre lägenheter med vardera tre rum och kök på mellan 70 och 74 m² bostadsyta. Våningsplanen nås via ett centralt trapphus med hiss. I lägenheterna ligger antingen vardagsrummet eller ett sovrum längst ut med en balkong i spetsen. Planlösningen blev intressant men erbjöd bara bostäder med en enda lägenhetsstorlek om tre rum och kök, sammanlagd 26 lägenheter. 
Eftersom låghusen med andra lägenhetsstorlekar aldrig uppfördes föll det totala konceptet med 130 bostäder av varierande storlek. Några fler triangelhus av Taeslers modell uppfördes inte heller. Till anläggningen hör även en butikslokal i bottenvåningen, ett parkeringsgarage under gårdsplanen och en numera avvecklad panncentral.

## Bilder, fasaddetaljer

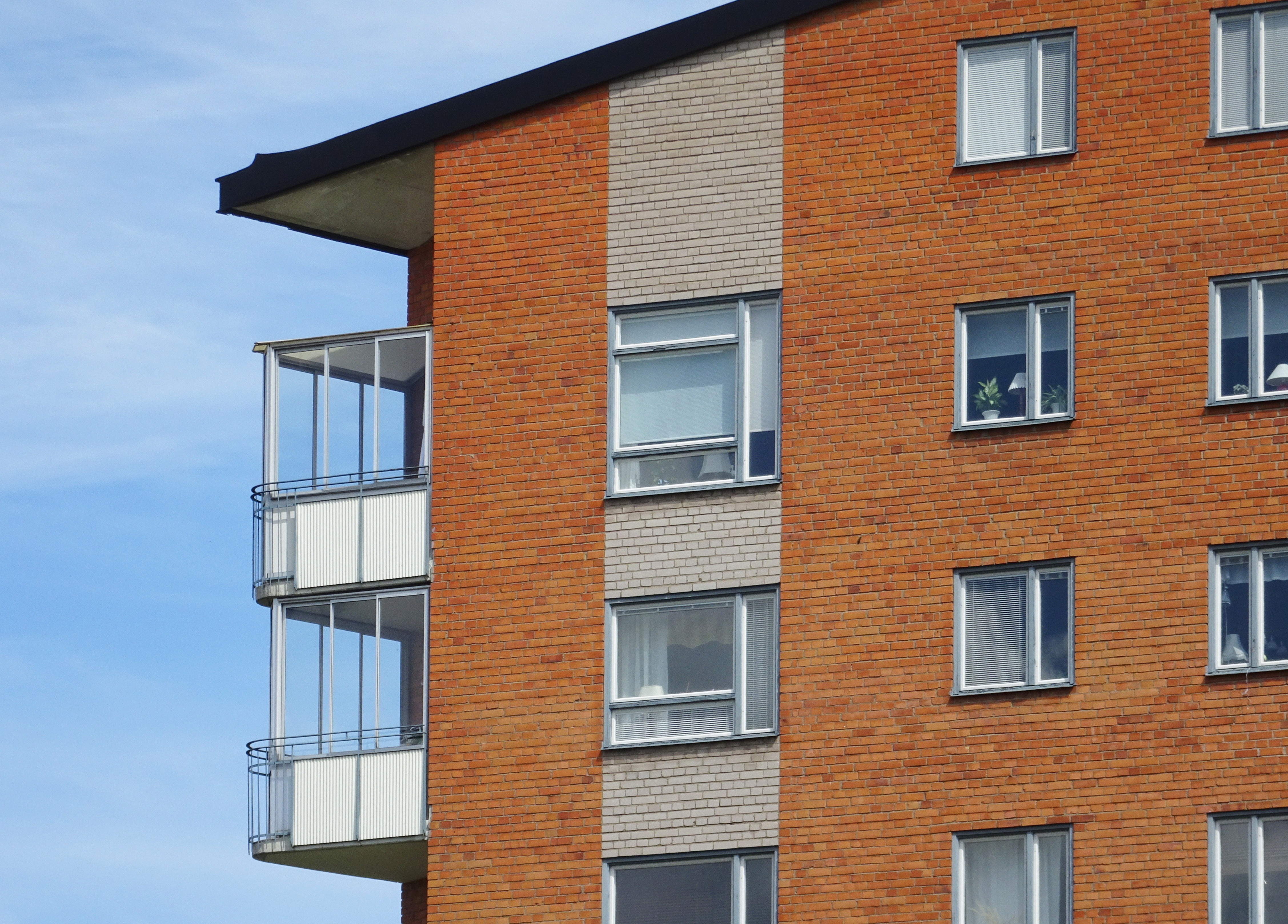
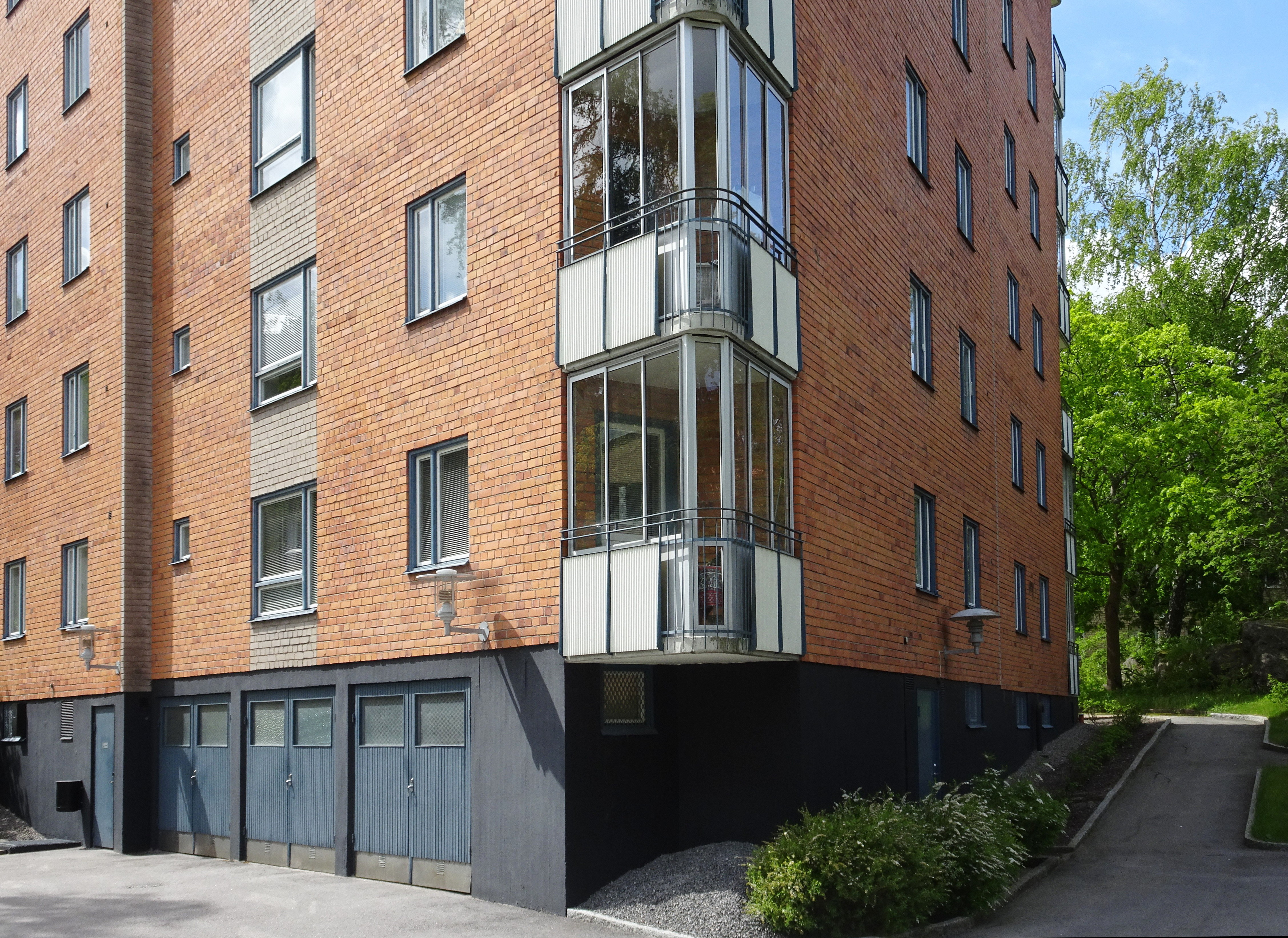
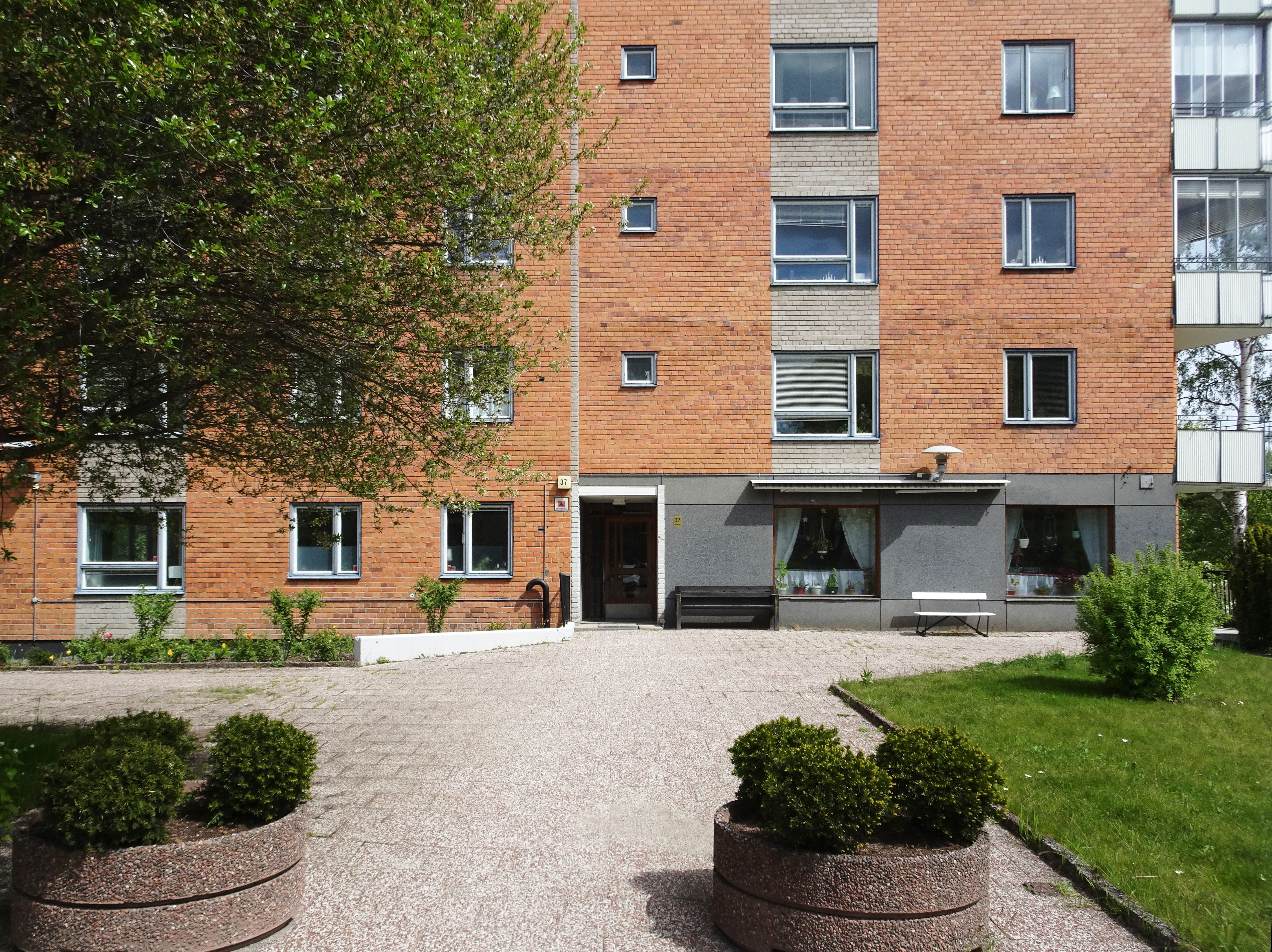
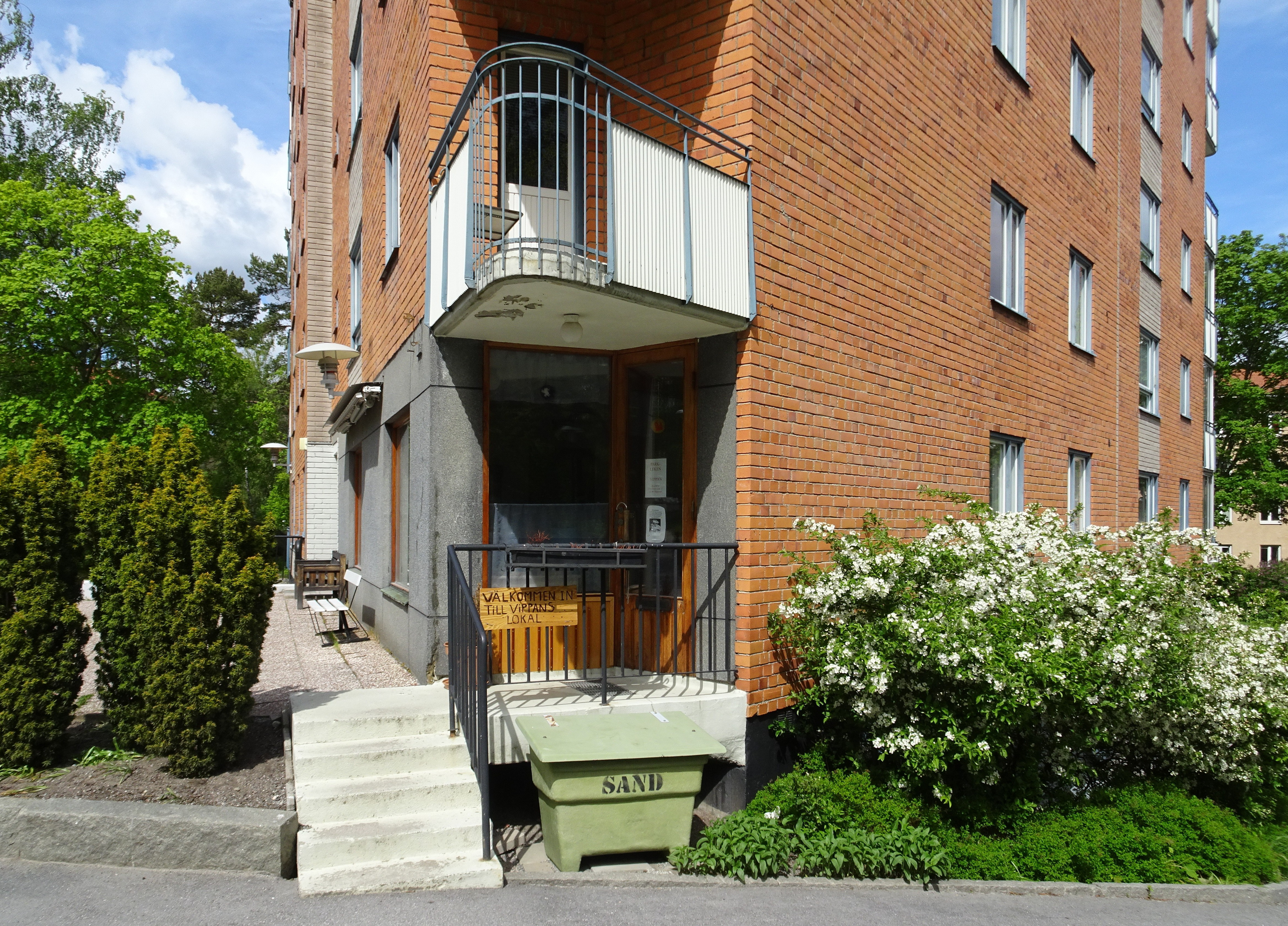
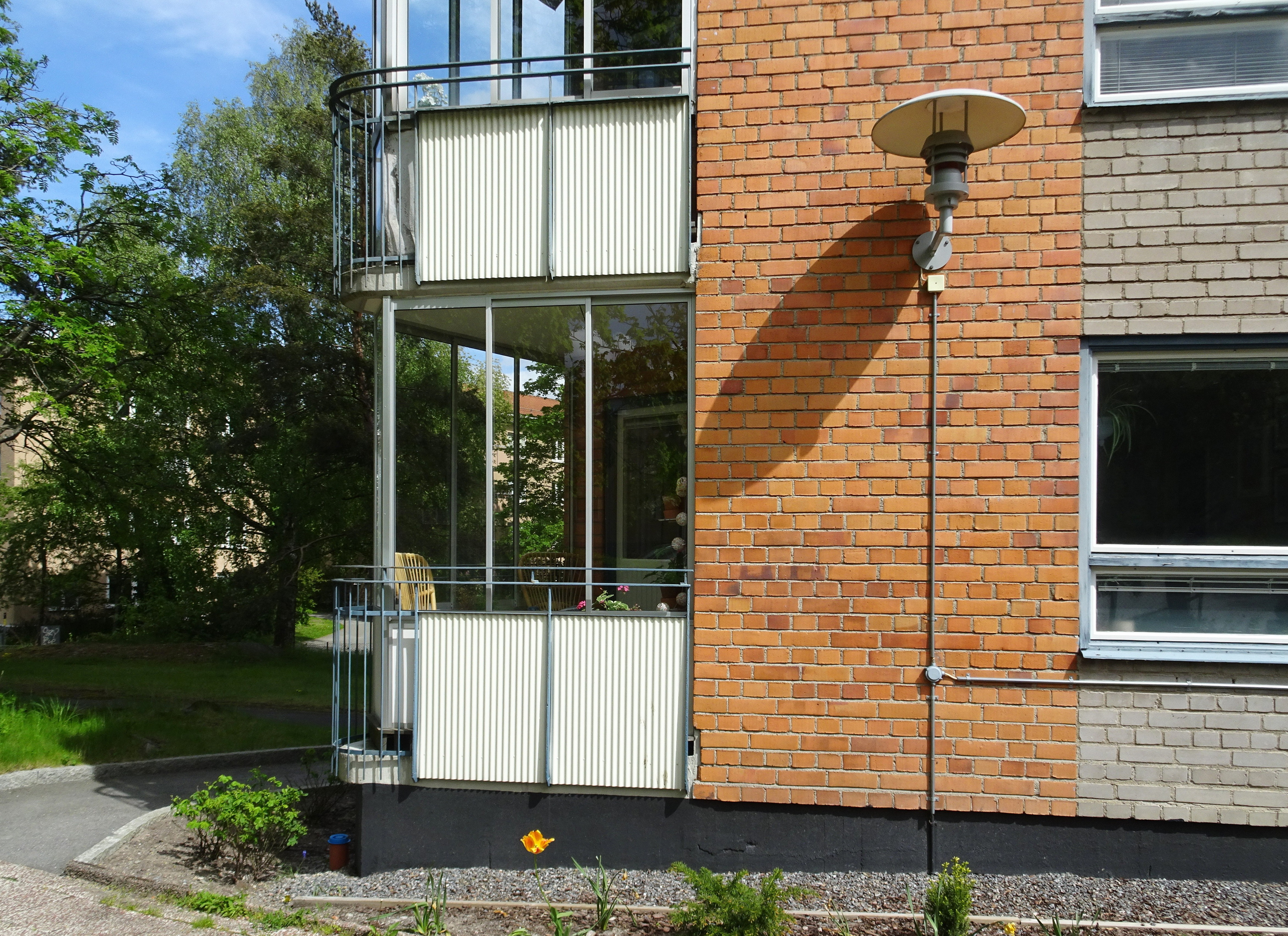